# Melanargia prieta
Melanargia prieta är en fjärilsart som beskrevs av Ribbe 1909. Melanargia prieta ingår i släktet Melanargia och familjen praktfjärilar. Inga underarter finns listade i Catalogue of Life.